# Kanton Sisteron
Sisteron is een kanton van het Franse departement Alpes-de-Haute-Provence. Het kanton maakt deel uit van het arrondissement Forcalquier.

## Gemeenten
Het kanton Sisteron omvatte tot 2014 de volgende 5 gemeenten:
- Authon
- Entrepierres
- Mison
- Saint-Geniez
- Sisteron (hoofdplaats)

Bij de herindeling van de kantons door het decreet van 24 februari 2014, met uitwerking op 22 maart 2015, werden volgende 10 gemeenten aan het kanton toegevoegd:
- Bevons
- Châteauneuf-Miravail
- Curel
- Noyers-sur-Jabron
- Les Omergues
- Peipin
- Saint-Vincent-sur-Jabron
- Salignac
- Sourribes
- Valbelle